# Éléonore d'Autriche (1534-1594)
Éléonore d'Autriche (Vienne, 2 novembre 1534 - Mantoue, 5 août 1594), est une archiduchesse d'Autriche et princesse de Hongrie et de Bohême. Elle est une fille de l'empereur Ferdinand d'Autriche et d'Anne Jagellon.
Comme ses sœurs, elle reçoit une éducation très religieuse. Éléonore se marie avec le duc Guillaume de Mantoue. Sa sœur Catherine d'Autriche épouse François III, le frère aîné de Guillaume.
Ils eurent trois enfants :
- Vincent, 4e duc de Mantoue et 2e duc de Montferrat, titré Vincent Ier ;
- Marguerite de Mantoue (1564-1618), qui épouse en 1579 Alphonse II d'Este (1533-1597), duc de Ferrare, de Modène et de Reggio ;
- Anne-Catherine (1566-1621), qui épouse, en 1582 Ferdinand de Tyrol, archiduc de Tyrol, fils de Ferdinand Ier.

ce mariage consacrera une triple alliance Gonzague-Habsbourg après ceux de son oncle François et de son père.